# 梁蓓禎
梁蓓禎（Hannah Liang，1980年7月27日－），高師大成人教育研究所博士，出生於臺灣高雄市岡山區，原為高雄市龍華國中音樂教師，於2015年加入信心希望聯盟，2016年首度投入立委選戰。現已離開教職，擔任Fight.K國際「心」教育執行長。2018年，梁蓓禎再次投入高雄市議員選舉，其選舉政見主打教育政策。

## 概述
梁蓓禎是FIGHT.K教會主任牧師張蒙恩的妻子，有感於政治與教育現況，於2015年離開教職，加入信心希望聯盟，現為Fight.K國際「心」教育執行長。2018年代表信心希望聯盟參選2018年中華民國地方公職人員選舉第三屆高雄市議員第四選舉區（左營、楠梓區），曾參選中華民國第九屆立法委員高雄市第三選舉區（左營、楠梓區），政見主要訴求為教育政策、兒童保護以及青年發展。

## 外部連結
- 梁蓓禎的Facebook專頁
- 梁蓓禎的Instagram帳戶
- 梁蓓禎的Youtube頻道